# Миколай (Йоканович)
Нікола́й Йоканович (серб. Єпископ Николај, в миру Але́кса Йока́нович, серб. Алекса Јокановић; 17 березня 1874, Шобадине, Білеча, Сербія — 26 березня 1943, Сокобаня, Сербія) — єпископ Сербської православної церкви, єпископ Захумсько-Герцеговацький.

## Біографія
Початкову освіту отримав в Мостарі і Сараєві. У 1893 році закінчив духовну семінарію в Релеве. У 1894 році вступив на богословський факультет Чернівецького університету, який з успіхом закінчив в 1898 році.
У тому ж році рішенням Архієрейського Синоду призначений вчителем духовної семінарії в Релеве, де він залишався до 1901 року.
У 1901 році отримав сан священика радником новозаснованої консисторії Банялуцької-Біхацької єпархії.
За сумлінне священицьке служіння в 1905 році був нагороджений червоним поясом. У 1912 році був зведений в сан протоієрея. У 1920 Архієрейський Синод нагородив його правом носіння наперсного хреста.
На посаді радника в консисторії залишався до 1923 року, коли відповідно до прохання пішов у відставку і призначений настоятелем монастиря Гоміоніци. В монастирі Гоміоніца він надовго не затримався, але за короткий час йому вдалося поліпшити його духовне життя і економіку.
Митрополит Чорногорсько-Приморський Гавриїл Дожич запросив його в Чорногорсько-Приморську митрополію і запропонував йому прийняти обов'язки архієрейського заступника. Протоієрей Алекса погодився і обійняв цю посаду в липні 1935 року. У тому ж році монастирі Острог був пострижений в чернецтво з ім'ям Микола.
У 1936 році призначений настоятелем монастиря Святого Петра Цетинського в Цетинє. У квітні того ж року отримав чин протосинкелом, а в 1937 році — в сан архімандрита.
22 червня 1938 року рішенням Архієрейського Собору Сербської православної церкви обраний єпископом Будімлянським (за іншими даними Полімського), вікарієм Патріарха Сербського Гавриїла Дожича.
Його хіротонія відбулася на день святого Петра (Петровдан) 29 червня (12 липня) того ж року в Цетинському монастирі. Його кафедра розташовувалася в Цетинє.
8 грудня 1939 року обраний єпископом Захумсько-Герцеговацьким.
Після квітневого краху Королівства Югославії, влади Незалежної держави Хорватія хотіли його вбити. Кілька разів його піддавали жорстокому поводженню і насильству. Від вірної смерті врятувало його італійське військове командування в Мостарі. Після довгих мук і бід він відбув до Сербії, де, змучений і вигнаний, помер в Соко-Лазні 26 березня 1943 року.